# جورج بوشات
جورج بوشات (1910 سويسرا – 1992 مارسيليا) كان مخترع فرنسي، غواص، رجل أعمال، شعار رائد للنشاطات التحت مائية ومؤسس بوشا (BEUCHAT).
خلال حياته لم يتوقف جورج بوشات عن تطوير المنتجات والتي لها دور مهم في تحسين الأنشطة التحت مائية التي نعرفها اليوم وقد دخل التاريخ الكثير من اختراعاته وهذا يشمل العوامة السطحية عام 1948, أول غطاء مائي للكاميرا وأول بدلة غوص رطبة عازلة حراريا عام 1953 وأول زعنفة مفتوحة (جيت فيتز) عام 1964.